# ویوو انرژی
ویوو انرژی (انگلیسی: Vivo Energy) شرکت پالایش نفت بریتانیایی است، که در سال ۲۰۱۱ تأسیس شد.